# Конака Чіакі
Конака Чіакі (小中千昭, Konaka Chiaki, нар. 4 квітня 1961) − японський письменник та сценарист. Найвідоміші роботи − сценарії до аніме «Експерименти Лейн», Digimon Tamers та Хеллсінг, а також до телешоу Ultraman Gaia.

## Біографія
Народився в родині англікан. На пам'ять про це підписує свої роботи як Chiaki J. Konaka (наслідуючи західні паттерни імен, як-от Чарльз М. Шултц), де J. − християнське ім'я John, Іоанн. Втім, сам себе Конака християнином не вважає.
Улюблені письменники − Льюїс Керрол та Говард Лавкрафт. Конака − один із творців жанру японських жахів.

## Доробок
- «Armitage III»
- «Astro Boy» (2003)
- «Birdy the Mighty»
- «Bubblegum Crisis: Tokyo 2040»
- «Catnapped!»
- «Devil Lady»
- «Digimon Tamers»
- «Futari Ecchi»
- «Gakkou ga Kowai! Inuki Kanako Zekkyou Collection»
- «Hellsing»
- «Magic User's Club»
- «Malice@Doll»
- «Narutaru»
- «Parasite Dolls»
- «Princess Tutu»
- «RahXephon»
- «Serial Experiments Lain» (1998)
- «Texhnolyze»
- «The Big O»
- «Ultraman Tiga»
- «Vampire Princess Miyu»